# 宇山侑花
宇山侑花（うやま ゆうか、1996年〈平成8年〉4月11日 - ）は、福岡県直方市出身のプロボウラー。株式会社アメリカンボウリングサービス所属、小嶺シティボウル（福岡県北九州市八幡西区）専属。JPBA48期生（2015年ライセンス取得）ライセンスNo.525。永久A級ライセンス保有者。配偶者あり。

## 略歴
1996年、福岡県直方市出身。兄が1人の2人兄妹。
両親の愛に育まれ、習い事多数。茶道、水泳、バスケットボール、バレーボールなど。
小学2年生の時に父親に誘われボウリングに行ったのがきっかけ。
小学2年生の夏、父親がヘルニアで代替で大会に出場し2位に。悔しくて練習に励む。
当時から小嶺シティボウルにて現在の師匠・柴田英徳プロからティーチングを受け、ボウリング革命 P★Leagueの松永裕美プロを見てプロを志す。
2015年実施のJPBAプロ資格取得テストにて3位の成績で合格し48期生として念願のプロ入りを果たす。
2015年4月21日、第2次テスト 1日目イーグルボウル 9ゲーム目にパーフェクトを達成。
2018年7月22日、中日杯2018東海オープンで初優勝。
2022年11月27日、APA PRESENTS 2022 KING'S & QUEEN'Sプロボウラーズトーナメント、サンスクエアボウル 女子準決勝1G目12L(3フレ)にて、自身初となる公認7-10スプリットメイド 大会第4号、JPBA公認 第23号を達成。
2023年 第1回ioリーグSHOW CASEにおいて、4日間総合フレーム平均の26.28は出場女子プロの中で2位（全体3位）。
2023年12月1日、第44回 JLBCクイーンズオープンプリンスカップの予選Aシフト8G目75-76Lにおいて、自身初となる公式戦公認パーフェクトを達成。
2023年12月2日、第44回 JLBCクイーンズオープンプリンスカップの決勝トーナメント5回戦2G目において、自身2度目となる公式戦公認パーフェクトを達成。
2023年12月2日プリンスカップの準決勝シュートアウトを以って年間200ゲームに到達。2020-2021年シーズンを含む6年連続で200ゲーム或いはシードを達成。105人目の永久A級ライセンス(通称、金枠ワッペン)を2023年12月14日の全日本女子プロボウリング選手権 開会式にて授与された。
2025年4月29日、同じJPBAプロボウラー 山下陽平プロとの結婚を自身のXにて発表した。。
現地入りの少なくなった柴田 英徳プロの目前で、早期に2勝目を挙げることが当面の目標。

## 人物
- 身長160cm、血液型はB型。利き腕は右[4]。
- 師匠は柴田英徳プロ、松永裕美プロ。座右の銘は「素直な気持ち」[5]。
- 趣味は温泉・ショッピング。
- 松永裕美プロと同様、チェルシー(飴)が好き。チョコレートも好き。

## 主な戦績

### 2010年代
2015年
- 第31回 六甲クイーンズオープン - 10位
- ROUND1 Cup Ladies 2015 - 9位

2016年
- 第31回 六甲クイーンズオープン - 9位
- HANDA CUP 第48回全日本女子プロボウリング選手権大会 - 9位
- 第39回JLBCプリンスカップ - 2位

2017年
- 2017宮崎プロアマオープン - 3位

2018年
- 2018宮崎プロアマオープン - 3位
- 中日杯2018東海オープン  - 優勝　https://www.youtube.com/watch?v=SeAPbJavoGs

### 2020年代
2021年
- APA PRESENTS 2021 KING'S & QUEEN'Sプロボウラーズトーナメント - 6位
- 第2回 大岡産業レディース[THE OPEN]トーナメント - 10位

2022年
- グリコセブンティーンアイス杯第9回プロアマボウリングトーナメント女子 - 8位
- アイキョウホームプレゼンツ プロボウリングレディース トーナメント 2022 - 3位
- APA PRESENTS 2022 KING'S & QUEEN'Sプロボウラーズトーナメント - 9位
- HANDA CUP 第54回全日本女子プロボウリング選手権大会 - 5位

2023年
- 2023第1回 ioリーグSHOW CASE 4日間総合フレーム平均 - 3位
- ROUND1 GRAND CHAMPIONSHIP BOWLING 2023 JPBA決勝大会 - 3位T
- ROUND1 GRAND CHAMPIONSHIP BOWLING 2023 FINAL - 9位T
- 第44回 JLBCクイーンズオープンプリンスカップ - 4位

2024年
- グリコセブンティーンアイス杯第11回プロアマボウリングトーナメント女子 - 5位
- 第40回 六甲クイーンズオープン - 6位

2025年
- 2025宮崎プロアマオープン - 6位
- 第41回 六甲クイーンズオープントーナメント - 10位

※ 宇山侑花 本人の意向により、10位以内のみ記載と致します。

## リンク
- JPBA日本プロボウリング協会選手データ宇山侑花
- 小嶺シティボウルTOP（宇山侑花所属先）
- https://twitter.com/SOsuyPpEuGwqc65